# Vrakúň
Vrakúň es un municipio situado en el distrito de Dunajská Streda, en la región de Trnava, Eslovaquia. Tiene una población estimada, en abril de 2023, de 2894 habitantes.
Está ubicado al sur de la región, cerca de los ríos Danubio y Váh, y de la frontera con Hungría y la región de Bratislava.

## Demografía
| Año        | 1994 | 2004    | 2014    | 2024     |
| ---------- | ---- | ------- | ------- | -------- |
| Población  | 2463 | 2487    | 2637    | 2946     |
| Diferencia |      | +0,97 % | +6,03 % | +11,71 % |

| Año        | 2023 | 2024    |
| ---------- | ---- | ------- |
| Población  | 2932 | 2946    |
| Diferencia |      | +0,47 % |